# Gouzotte
 (mars 2023).
Si vous disposez d'ouvrages ou d'articles de référence ou si vous connaissez des sites web de qualité traitant du thème abordé ici, merci de compléter l'article en donnant les références utiles à sa vérifiabilité et en les liant à la section « Notes et références ».

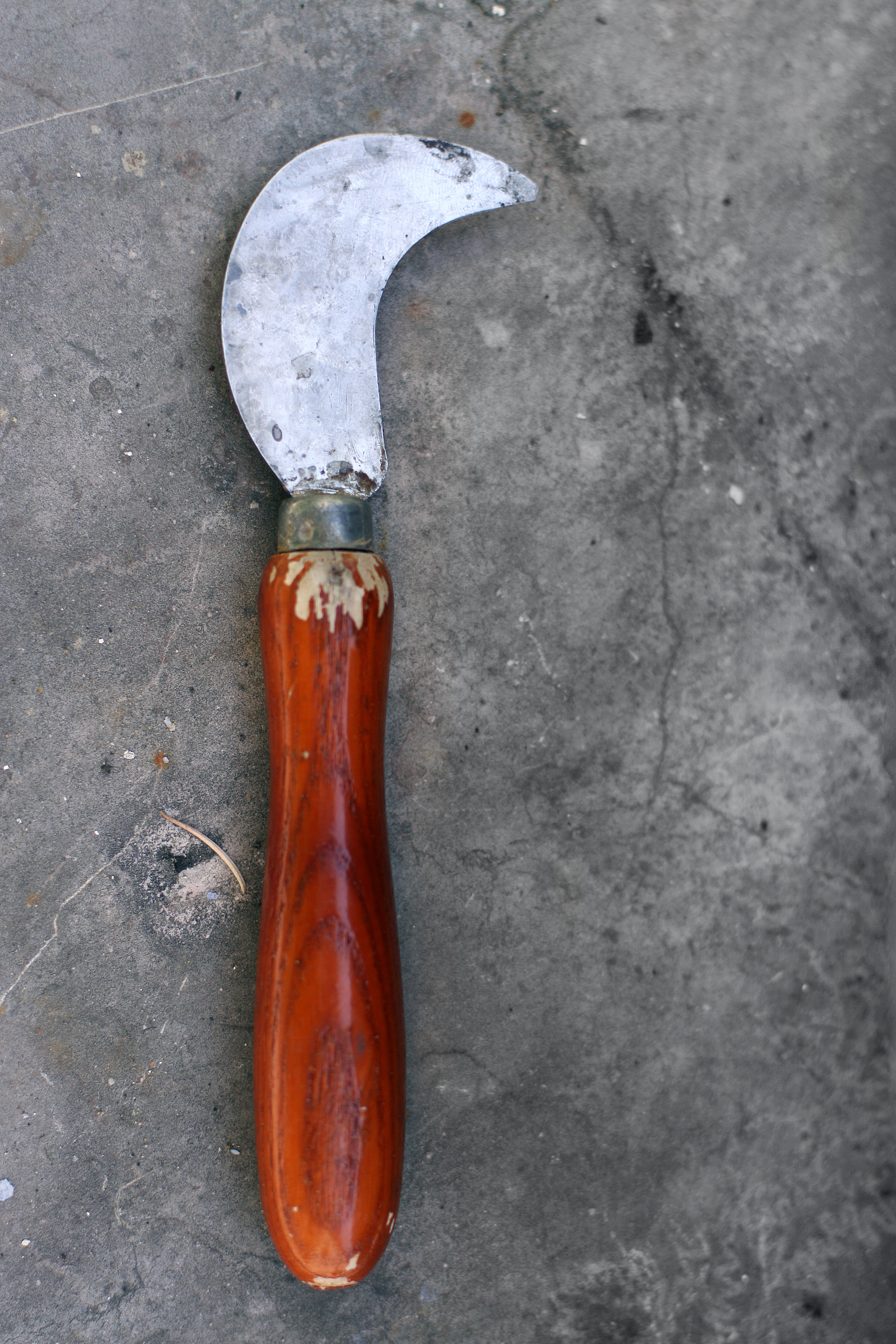
Une gousotte.

La gouzotte, aussi orthographiée gousotte, est un outil similaire à la serpette. Il est utilisé [Où ?] pour couper l'osier, et plus souvent pour les travaux viticoles.

## Caractéristiques
La lame est plus courte et plus large que celle de la serpette. Le manche est adapté à la taille de la main.[Où ?]

## Utilisation
Lors de l'ébourgeonnage de la vigne, elle peut servir à couper les rameaux inutiles, les double-bourres, et à nettoyer le cep des repousses de porte-greffe ou des bourres indésirables.